# Samuel Marx (Filmproduzent)
Samuel Marx (* 26. Januar 1902 in New York City; † 2. März 1992 in Los Angeles) war ein amerikanischer Filmproduzent, Drehbuchautor und Schriftsteller.

## Leben und Werk
Samuel Marx arbeitete seit 1919 als Hilfskraft im New Yorker Büro des Filmproduktionsunternehmens Universal Pictures, wo er Irving Thalberg begegnete, der zu diesem Zeitpunkt noch für Carl Laemmle arbeitete, 1924 aber zu Metro-Goldwyn-Mayer wechselte. 1930 engagierte Thalberg ihn für MGM als Manager und machte ihn für die Drehbuchabteilung verantwortlich. Nach Thalbergs Tod im Jahre 1936 wurde Marx Produzent und produzierte für MGM unter anderem zwei „Lassie“-Filme. Für den ersten davon, Heimweh, engagierte er 1942 die zehnjährige, noch unbekannte Elizabeth Taylor, für die damit eine vertragliche Bindung an MGM entstand, die bis 1959 bestehen bleiben sollte. Ein weiterer Film, den Marx für MGM produzierte, war die Musikkomödie Mein Mann will heiraten (Grounds for Marriage) mit Van Johnson und Kathryn Grayson. Die Geschichte zu diesem Film entstammt seiner Feder.
Anfang der 1950er Jahre verließ Marx MGM und arbeitete als Produzent zunächst für wechselnde Filmgesellschaften und von 1955 an hauptsächlich fürs Fernsehen.
1990 veröffentlichte Marx gemeinsam mit Joyce Vanderveen das Buch Deadly Illusions, einen Bericht über das Ende des Filmproduzenten Paul Bern, der 1932 in Los Angeles unter nicht ganz geklärten Umständen starb.

## Veröffentlichung von Samuel Marx
- mit Joyce Vanderveen: Deadly Illusions: Jean Harlow and the Murder of Paul Bern, Random House, 1990, ISBN 0394582187

## Filmografie (Auswahl)
- 1935: Ein Arzt für alle Fälle (Society Doctor)
- 1941: Tödlicher Pakt (Unholy Partners)
- 1943: Heimweh (Lassie Come Home)
- 1951: Mein Mann will heiraten (Grounds for Marriage)
- 1952: Budapest antwortet nicht (Assignment – Paris!)
- 1955: El Tigre (Kiss of Fire)
- 1962: Der Held von Attika (Il tiranno di Siracusa)
- 1969: Ein Atemzug Liebe (La cattura)